# Punkt zapalny (serial telewizyjny)
Punkt zapalny (ang. Shots Fired) – amerykański limitowany serial telewizyjny (dramat) wyprodukowany przez Imagine Television oraz 20th Century Fox Television, którego pomysłodawcami są Gina Prince-Bythewood i Reggie Rock Bythewood.
Premierowy odcinek został wyemitowany 22 marca 2017 przez stację FOX, która 16 maja tego samego roku ogłosiła anulowanie serialu po jednym sezonie.
W Polsce serial był emitowany od 10 lipca 2017 do 11 września 2017 roku przez Fox Polska.

## Fabuła
Serial opowiada o czarnym policjancie, który w wyniku strzelaniny zabija białego człowieka. Od tego momentu w Karolinie Północnej zaczynają wybuchać bójki na tle rasowym.

## Obsada

### Główna
- Sanaa Lathan jako Ashe Akino
- Stephan James jako Preston Terry[4]
- Helen Hunt jako Patricia Eamons[5]
- Richard Dreyfuss jako Arlen Cox[5]
- Stephen Moyer jako Breeland[5]
- Will Patton jako Daniel Platt[6]
- Jill Hennessy jako Alicia Carr[7]
- DeWanda Wise jako Shameeka Campbell[8]
- Conor Leslie jako Sarah Ellis[9]
- Tristan Wilds jako Joshua Beck[10]
- Clare-Hope Ashitey jako Kerry Beck[11]
- Aisha Hinds jako Janae James[10]

### Role drugoplanowe
- Manny Perez jako James Ruiz[9]
- Alicia Sanz jako Paula Games[12]
- Edwina Findley jako Shirlane [12]
- Marqus Clae jako Cory [12]
- Shamier Anderson jako  Maceo Terry [12]

## Odcinki
| Sezon | Sezon | Odcinki | Oryginalna emisja | Oryginalna emisja | Oryginalna emisja | Oryginalna emisja | Oryginalna emisja |
| Sezon | Sezon | Odcinki | Premiera sezonu   | Finał sezonu      | Premiera sezonu   | Finał sezonu      |                   |
| ----- | ----- | ------- | ----------------- | ----------------- | ----------------- | ----------------- | ----------------- |
|       | 1     | 10      | 22 marca 2017     | 24 maja 2017      | 10 lipca 2017     | brak danych       |                   |

### Sezon 1 (2017)
| #  | Tytuł                                                  | Reżyseria             | Scenariusz                                                           | Premiera FOX     | Premiera Fox Polska |
| -- | ------------------------------------------------------ | --------------------- | -------------------------------------------------------------------- | ---------------- | ------------------- |
| 1  | 'Pierwsza godzina' Hour One: Pilot                     | Gina Prince-Bythewood | Gina Prince-Bythewood, Reggie Rock Bythewood                         | 22 marca 2017    | 10 lipca 2017       |
| 2  | 'Utrata zaufania' Hour Two: Betrayal of Trust          | Millicent Shelton     | Mick Betancourt                                                      | 29 marca 2017    | 17 lipca 2017       |
| 3  | 'Czyjś syn' Hour Three: Somebody's Son                 | Anthony Hemingway     | Denitria Harris-Lawrence                                             | 5 kwietnia 2017  | 24 lipca 2017       |
| 4  | 'Cała prawda' Truth                                    | Malcolm D. Lee        | Reggie Rock Bythewood                                                | 12 kwietnia 2017 | 31 lipca 2017       |
| 5  | 'Cisza przed burzą' Before the Storm                   | Kasi Lemmons          | Marissa Jo Cerar                                                     | 19 kwietnia 2017 | 7 sierpnia 2017     |
| 6  | 'Gdy zapłonie ogień' The Fire this Time                | Jonathan Demme        | Jeff Stetson                                                         | 26 kwietnia 2017 | 14 sierpnia 2017    |
| 7  | 'Istota ich charakteru' The Content of their Character | John David Coles      | J. David Shanks                                                      | 3 maja 2017      | 21 sierpnia 2017    |
| 8  | 'Na dnie' Rock Bottom                                  | Gina Prince-Bythewood | Gina Prince-Bythewood                                                | 10 maja 2017     | 28 sierpnia 2017    |
| 9  | 'Przyjdź do Jezusa' Come to Jesus                      | Ami Canaan Mann       | Christopher Lee Bythewood, Denitria Harris-Lawrence, Nick Betancourt | 17 maja 2017     | 4 września 2017     |
| 10 | 'Ostatni taniec' Last Dance                            | Reggie Rock Bythewood | Reggie Rock Bythewood, Marissa Jo Cerar                              | 24 maja 2017     | 11 września 2017    |

## Produkcja
11 grudnia 2015 roku,  stacja zamówiła  FOX zamówiła limitowany serial "Shots Fired".
W lutym 2016 roku, ogłoszono, że DeWanda Wise, Conor Leslie i Manny Perezdołączyli do dramatu. W kolejnym miesiącu, ogłoszono dużą część obsady do której dołączyli: Stephan James, Tristan Wilds, Aisha Hinds, Helen Hunt, Richard Dreyfuss, Stephen Moyer, Will Patton oraz Jill Hennessy. W kwietniu 2016 roku, Clare-Hope Ashitey, Alicia Sanz, Edwina Findley, Marqus Clae  i Shamier Anderson  dołączyli do "Shots Fired".